# Paleozoik
Paleozoik (z gr. πᾰλαιός – dawny i ζωή – życie) – termin ma dwa znaczenia:
- w sensie geochronologicznym – najstarsza era fanerozoiku, trwająca około 291 milionów lat (od 541,0 ± 1,0 do 251,902 ± 0,024 mln lat temu). Paleozoik dzieli się na sześć okresów: kambr, ordowik, sylur, dewon, karbon i perm. Nieformalnie paleozoik czasami jest dzielony na starszy paleozoik (obejmujący kambr, ordowik i sylur) oraz młodszy paleozoik (obejmujący dewon, karbon i perm).
- w sensie chronostratygraficznym – najniższy eratem fanerozoiku, wyższy od neoproterozoiku, niższy od mezozoiku. Dzieli się na sześć systemów: kambr, ordowik, sylur, dewon, karbon, perm.

## Geologia
W paleozoiku powstawały skały wapienne, zawierające dziś liczne skamieniałości zwierząt i roślin. W erze tej wystąpiły także silne ruchy górotwórcze, zwane kaledońskimi (w sylurze) i hercyńskimi (w karbonie). Pozostałością po nich są m.in. mocno dziś zniszczone góry Wielkiej Brytanii (Grampian, Kaledońskie), na Półwyspie Skandynawskim (Góry Skandynawskie) oraz Sudety i Góry Świętokrzyskie. Zróżnicowane skały ery paleozoicznej świadczą o częstych zmianach zasięgu lądów i mórz, a także o zmianach warunków klimatycznych. Na przykład w dewonie na znacznych obszarach Ziemi panował klimat suchy, czego dowodem są osady pustynne z tego okresu. Podobny klimat panował w permie.
W Polsce powstawały wówczas pokłady soli kamiennej, znane z okolic Kłodawy i Inowrocławia na Kujawach. W okresie tym nasiliły się zjawiska wulkaniczne. Spowodowały one powstawanie grubych serii skał wulkanicznych budujących dziś m.in. Góry Wałbrzyskie i Kamienne w Sudetach. W karbonie panowały na ziemiach współczesnej Polski warunki klimatyczne, podobne do tych, jakie występują obecnie w strefie klimatu równikowego (wysoka temperatura i duża wilgotność powietrza przez cały rok). W tym okresie zaczęły się tworzyć największe, ze znanych dziś na Ziemi, złoża węgla kamiennego.
Pod koniec ery paleozoicznej rozmieszczenie lądów i oceanów na Ziemi było zupełnie inne niż obecnie. Jeszcze w permie, około 270 mln lat temu, na Ziemi istniał jeden wielki kontynent. Na początku XX wieku uczeni nazwali go Pangeą.

## Ważniejsze wydarzenia
| Era       | Okres (mln lat temu) | Geologia | Biologia |
| --------- | -------------------- | --- | --- |
| Paleozoik | perm (299–251)       | Powstają liczne masywy granitowe, w Europie od Irlandii i Kornwalii po Masyw Czeski. Silne fałdowania w Azji, Ałtaju i Tienszan.                                                                                           | gady ssakokształtne, kotylozaury, koniec: wielkie wymieranie                                                                                         |
| Paleozoik | karbon (359–299)     | Połączenie kontynentu Laurosji i Syberii w Laurazję, a następnie Laurazji i Gondwany w Pangeę. Zamknięcie oceanu Reik. Powstaje Tetyda.                                                                                    | otwornice, skorupiaki, owady, hylonomus, wije, dominacja płazów; panowanie paproci drzewiastych, widłaków i skrzypów. Powstają olbrzymie torfowiska  |
| Paleozoik | dewon (416–359)      | Ostateczne zamknięcie oceanu Japetus. Zaczyna się orogeneza hercyńska. | rozwój roślin lądowych, pajęczaki, pierwsze płazy, w wodach amonity; koniec: wielkie wymieranie                                                      |
| Paleozoik | sylur (443–416)      | Połączenie Laurencji z Bałtyką daje Laurosję. Największe nasilenie kaledońskich ruchów górotwórczych. | zasiedlenie lądów: psylofity, grzyby, kulminacja graptolitów i ramienionogów, przodek tiktaalika                                                     |
| Paleozoik | ordowik (489–443)    | Ameryka Płd., Afryka, Australia, Antarktyda i Indie tworzą Gondwanę, inne kontynenty są rozproszone. Początek orogenezy kaledońskiej. Gondwana w okolicach bieguna południowego – powstaje lądolód. Tworzy się ocean Reik. | pierwsze zielenice, dominacja akritarchów, konodonty, ramienionogi, szkarłupnie, pierwsze ryby, trylobity; pierwsze rafy; koniec: wielkie wymieranie |
| Paleozoik | kambr (542–489)      | Zawartość tlenu w powietrzu wynosi około 10% stanu obecnego, podział Pannocji na Bałtykę, Laurencję, Syberię i Gondwanę.                                                                                                   | jednokomórkowe glony-akritarchy; stawonogi; gąbki, pierwszy strunowiec (Cathaymyrus), rozkwit trylobitów, pazurnice                                  |

## Paleogeografia
Pod koniec proterozoiku superkontynent Pannocja rozdzielił się na kilka mniejszych bloków (Bałtyka, Laurencja, Syberia, Gondwana). Pomiędzy Laurencją, Bałtyką a zachodnią Gondwaną utworzył się ocean Japetus, natomiast między Syberią a wschodnią Gondwaną – ocean Paleotetyda. Największym oceanem, oblewającym wszystkie kontynenty, była Panthalassa. W ordowiku zaczyna tworzyć się ocean Reik. Pod koniec syluru wskutek zderzenia się Laurencji z Bałtyką i zamknięcia się oceanu Japetus powstała Laurosja. W miejscu zderzenia utworzyły się kaledonidy (orogeneza kaledońska) ze sfałdowanych i wypiętrzonych osadów zdeponowanych w oceanie Japetus. Fałdowanie objęło obszar od Irlandii i Szkocji po Norwegię, zaś w Polsce część obszaru świętokrzyskiego i niektóre partie Sudetów. Pomiędzy Laurosją a Gondwaną powstał ocean Reik. W karbonie doszło do zderzenia się Laurosji z Syberią i powstała Laurazja, która następnie zderzyła się z Gondwaną tworząc Pangeę.
Doszło do zamknięcia się oceanu Reik i utworzenia waryscydów (orogeneza waryscyjska). Na przełomie karbonu i permu zaczął tworzyć się ocean Tetyda.

## Fauna
W kambrze pojawiają się zwierzęta o twardych elementach strukturalnych, takie jak gąbki, małże, szkarłupnie i stawonogi (trylobity). Istnieją już wtedy wszystkie żyjące dzisiaj typy zwierząt z wyjątkiem kręgowców. W ordowiku tworzą się rafy koralowe budowane zarówno przez koralowce, jak i gąbki. W toni wodnej pływają łodziki o prostej muszli oraz pojawiają się bezszczękowce. W sylurze pojawiają się ryby. W dewonie ląd staje się przyjaźniejszy dla zwierząt, co wykorzystują pajęczaki, pierwsze owady i prymitywne płazy. Z karbonu znane są pierwsze gady i aktywnie latające owady (np. olbrzymie ważki). Pod koniec permu dochodzi do masowego wymierania morskich zwierząt. Giną min. trylobity i prymitywne koralowce (denkowce i rugozy). Jako skamieniałości przewodnie dla tego okresu wykorzystuje się trylobity lub graptolity oraz konodonty (wczesny paleozoik). W skałach dewonu i karbonu znaczenie stratygraficzne mają przede wszystkim konodonty oraz prymitywne głowonogi. Czasami wykorzystuje się małżoraczki czy też otwornice.

## Flora
W sylurze pojawiają się pierwsze rośliny lądowe – ryniofity, ale prawdziwa eksplozja roślinności następuje w dewonie. Ląd pokrywają drzewiaste rośliny zarodnikowe – skrzypy, widłaki i paprocie. Szczyt rozwoju roślin zarodnikowych przypada na karbon, w permie jednak ustępują one pola roślinom nagonasiennym.

## Paleozoik na terenach Polski
W okresie paleozoiku powstało wiele skał magmowych, osadowych i metamorficznych, budujących Sudety, Góry Świętokrzyskie, Tatry oraz głębokie podłoże większej części Polski. Między innymi w czasie orogenezy hercyńskiej, która miała miejsce pod koniec paleozoiku powstały liczne masywy granitowe, jak na przykład masyw tatrzański, strzegomski, kłodzko-złotostocki, kudowski, czy karkonoski.